# Irving Bacheller

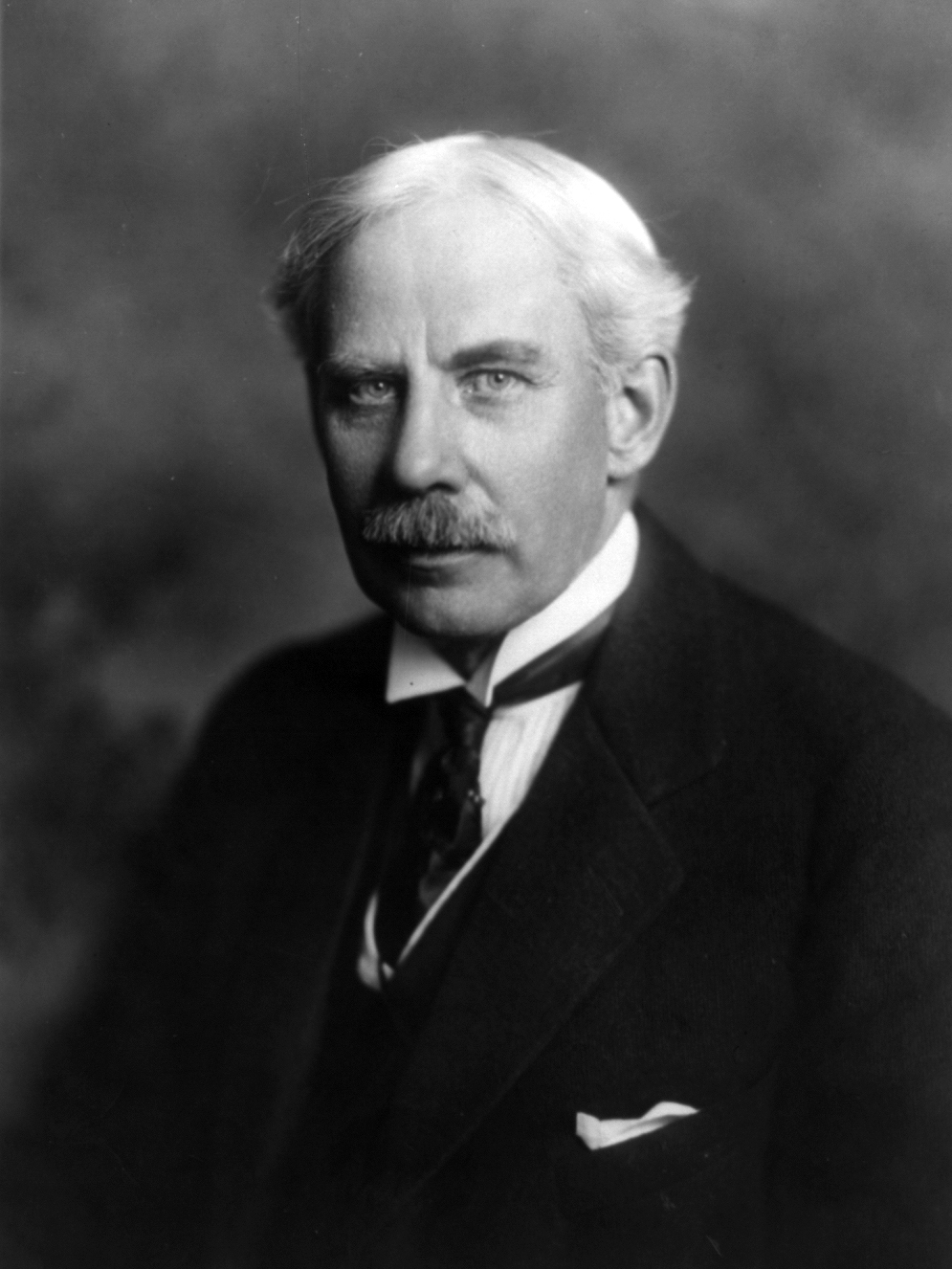
Irving Bacheller

Addison Irving Bacheller (* 26. September 1859 in Pierrepont, New York; † 24. Februar 1950 in White Plains, N.Y.) war ein amerikanischer Journalist und Schriftsteller.    
Bacheller studierte an der St. Lawrence University in Canton, N.Y. und begann 1882 seine journalistische Laufbahn. Er gründete 1883 in Brooklyn ein Zeitungssyndikat, in dem er auch die Werke von Autoren wie Joseph Conrad, Rudyard Kipling und Stephen Crane vertrieb. Von 1898 bis 1900 war er Herausgeber der Zeitung New York World. In seinen literarischen Werken, die großteils im Staat New York spielen, beschreibt er vor allem ländliche Charaktere.
Seit 1920 war er Mitglied der American Academy of Arts and Letters.

## Werke
- Eben Holden: A Tale of the North Country. 1900.
- D’ri and I. 1901.
- The Light in the Clearing. 1917.
- A Man for the Ages: A Story of the Builders of Democracy. 1919.
- Opinions of a Cheerful Yankee. 1926.
- Coming up the Road, Memories of a North Country Boyhood. 1928.
- From Stores of Memory. 1938.